# Akira Senju
Akira Senju (千住 明) é um premiado compositor, arranjador e maestro japonês que atua em composição e produção de trilha sonora para animes, doramas e filmes. Senju se formou em composição na Universidade Nacional de Belas Artes de Tóquio em 1988 e concluiu seu mestrado summa cum laude, também em composição, em 1990. É irmão de Mariko Senju, violinista japonesa, com quem trabalha frequentemente.
Entre as composições de destaque, está a composição para o anime Fullmetal Alchemist: Brotherhood, gravada pela Orquestra Filarmônica Nacional de Varsóvia e regida pelo próprio.

## Obra
Alguns animes e filmes para os quais Akira Senju compôs a trilha sonora:
- B't X
- Battery the Animation
- Chibi Maruko-chan: Watashi no Suki na Uta
- Dead Girls
- Donguri no Ie
- Fullmetal Alchemist: Brotherhood
- Fûrin kazan
- Kaze ga tsuyoku fuiteiru
- Magic Tree House
- Mama wa Shougaku Yonensei
- Princess Arete
- Rampo
- Red Garden
- Saiyuki: Requiem
- Silent Service
- (The) Snow Queen
- Tales of Vesperia: The First Strike
- Tetsujin 28-go
- Valvrave the Liberator
- V Gundam